# Корделия Чейс
Корделия Чейс е измислен герой от сериалите Бъфи, убийцата на вампири и Ейнджъл. Ролята е изпълнена от Каризма Карпентър.

## Сънидейл
Кордилия е родена през 1981 година в Сънидейл. За първи път Корди се появява в първия епизод на сериала „Бъфи, убийцата на вампири“ като училищната клакьорка с голяма популярност. Тя е изключително надута и се държи доста зле към Бъфи, след като Убийцата става приятелка с Уилоу и Ксандър. Кордилия се опитва да свали Ейнджъл, но опитите ѝ бележат неуспех. Богата мажоретка се забърква в света на Бъфи и не успява да се измъкне въпреки своето желание. Като ученичка в гимназия Сънидейл, Кордилия е принудена доста често да се нуждае от помощта на Убийцата и приятелите ѝ. Така скоро Корди се влюбва в Ксандър и става неделима част от „скууби-бандата“. Кордилия променя доста отношението си към Уилоу, Ксандър и Бъфи, въпреки че това ѝ носи проблеми със старите ѝ приятелки. Тя помага на Уилоу да върне душата на Ейнджъл, след като понася някои от последствията от загубата да душата му. Когато е абитуриентка, Корди преживява голям обрат в живота си, когато заварва гаджето си да се целува с най-добрата му приятелка. Кордилия е много разочарована и така и не прощава на Ксандър грешката. При нея е изпратена и Анянка, но в алтернативната реалност, в която е изпратена Кордилия, благодарение на собственото си желание, тя бива убита. Все пак в края на краищата бащата на Кордилия губи всичкото си имущество, което проваля бъдещето на дъщеря му и я принуждава да работи като продавачка в бутик, за да си купи рокля за абитуриентския бал. След кратък флирт с Уесли, Кордилия избира да остане сама. Тя помага на Бъфи и приятелите ѝ при Възнесението и заминава за Лос Анджелис с мечтата да стане актриса.

## Лос Анджелис
В Лос Анджелис Кордилия се среща с Ейнджъл и Алан Дойл и става неделима част от Ейнджъл Инвестигейшънс. Тя се увлича по Дойл и когато той умира, ѝ завещава спосовността да вижда видения за хора в беда. Кордилия подкрепя Ейнджъл и подпомага много битката му със злото. Кордилия определено не става актриса, но като част от отбора на Ейнджъл тя става много значима. Корди има здрава приятелска връзка с Гън, Фред и Уесли. Тя не харесва Дарла и е потресена, когато е уволнена от Ейнджъл. Корди много пъти спасява хора, но и много пъти бива спасявана. Все пак когато Дарла се връща бременна, Корди я подкрепя и едва не губи живота си за това. Между Корди и Ейнджъл прехвръкват любовни искри след дългото приятелство и тя се превръща в нещо като майка на Конър, сина на Ейнджъл, преди да бъде отвлечен.
След дълги битки срещу злото то завладява сърцето на Кордилия и тя става зла. Новата Зла Кордилия манипулира Конър и забременява от него, убива Лайла и се опитва да прекъсне връщането на душата на Ейнджъл. В крайна сметка Кордилия ражда божеството Жасмин и изпада в кома.
За последно „Силите, които са“ освобождават духа на Корди да помогне на Ейнджъл за един последен драматичен път в битката му с Линдзи МакДоналд.